# Kościół św. Stanisława w Biskupicach
Kościół świętego Stanisława – rzymskokatolicki kościół parafialny należący do dekanatu Piaski archidiecezji lubelskiej.

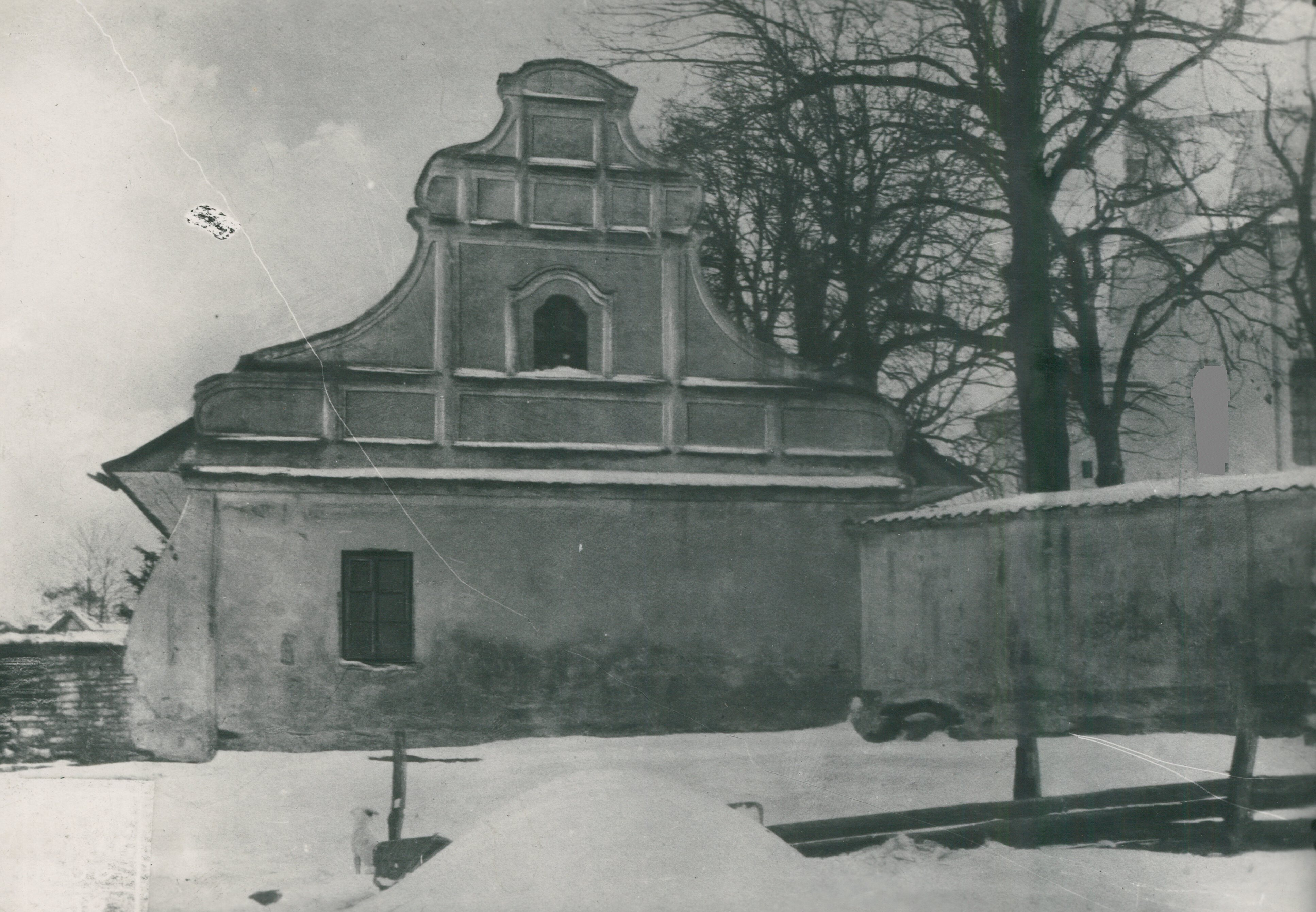
Plebania, przed 1916

Jest to budowla wzniesiona w latach 1712-1727 i ufundowana przez Remigiusza Piaseckiego, konsekrowana w dniu 16 września 1781 roku przez biskupa Jana Kantego Lenczowskiego. W XIX wieku świątynia była często remontowana po pożarach. W latach 1907–1914 zostały podwyższone wieże. W 1915 roku kościół został zniszczony wskutek działań wojennych. Po I wojnie światowej został odbudowany. Po II wojnie światowej budowla była remontowana (m.in. w latach 1984-1998).
Świątynia jest murowana, składa się z jednej nawy, została wzniesiona w stylu późnobarokowmy, ołtarz został wykonany z marmuru, ambona została wykonana z drewna, obydwa sprzęty reprezentują styl rokokowy i zostały wykonane w XVIII wieku. W ołtarzu głównym są umieszczone obrazy Najświętszego Serca Pana Jezusa, św. Stanisława Biskupa Męczennika oraz Przemienienia Pańskiego i w górnej części św. Agaty z XVIII wieku. Przy ambonie jest umieszczony ołtarz Matki Bożej wykonany przez chodelskiego artystę rzeźbiarza A. Gasińskiego w 1992 roku. W ołtarzach bocznych znajdują się obrazy: z lewej strony: św. Antoniego i Matki Bożej. Z prawej strony: św. Teresy od Dzieciątka Jezus i krucyfiks z XIX wieku. Na chórze muzycznym są umieszczone organy o 13 głosach zbudowane przez wrocławską firmę A. Szydłowskiego w 1995 roku. Przy prezbiterium są umieszczone dwie zakrystie. W oknach świątyni są wprawione witraże wykonane przez wrocławską firmę Jaworskich.